# گروه تئاتر تی تووک
گروه تئاتر تی‌تووک (به انگلیسی: Titowak) در سال ۱۳۷۶ توسط ابراهیم پشت کوهی، محمد سایه بانی، داوود اسلامی و حمید ملاحسینی با اجرای مجموعه نمایش‌های خیابانی با عنوان چراغ قرمز در استان هرمزگان، شهرستان بندرعباس فعالیت خود را آغاز نمود.

## تی‌تووک
تی‌تووک نامی است که مردم هرمزگان بر پرنده‌ای خوش خوان از خانواده حواصیل گذاشته‌اند.
ابراهیم پشت کوهی (نویسنده و کارگردان گروه) در این باره گفته‌است:
تی‌تووک پرنده‌ای است به رنگ سیاه و سفید با نوک قرمز که کنار آب زندگی می‌کند. افسانه‌ها و قصه‌های مختلفی راجع به آن وجود دارد. مردم جنوب اعتقاد دارند که اگر این پرنده روی خانه‌ای بنشیند، در آن منطقه باران می‌بارد و بر طبق افسانه ای، این پرنده شب‌ها هنگام خواب، پاهایش را رو به آسمان می‌گیرد تا اگر آسمان افتاد آن را نگه دارد. او در واقع نگه دارندهٔ زمین است.

## نمایش‌های گروه
- نمایش‌های اجرا شده توسط این گروه عبارتند از:[۴][۵][۶][۷]
  - چراغ قرمز
  - لنج‌های بی بادبان
  - وقتی ما برگردیم دو پای آویزان مانده‌است[۸]
  - مرد لور
  - عالی فاطی
  - رنگ زدن آن خانه فراموش شده
  - چگونه یک کولی کر مرغ دریایی را روی آب خورد
  - تاریخ سرکوب
  - رساله گردش خون
  - حقیقت العشق فی برهوت معرفت[۹]
  - تنها سگ اولی می‌داند چرا پارس می‌کند، مکبث / اقتباس از مکبث نوشته ویلیام شکسپیر[۱۰][۱۱][۱۲][۱۳][۱۴][۱۵][۱۶][۱۷]
  - فروش یک روح سرکش با فن تف یا بوتیقای خون؛ با نگاهی به داستان‌های «ریموند کارور» نویسنده معاصر آمریکا و نمایش‌نامه چشم‌به‌راه گودو نوشته «ساموئل بکت»[۱۸]
  - کمدی الهی، جلد دوزخ[۱۹][۲۰][۲۱][۲۲]

## آمفی تئاتر اختصاصی گروه
گروه تئاتر تی‌تووک در سال ۱۳۸۹ طبق تفاهم نامه‌ای با شهرداری بندرعباس صاحب یک سالن اختصاصی شد.
این آمفی تئاتر (پلاتو تی‌تووک) در ضلع شمال شرقی پارک شهر (شهید دباغیان) بندرعباس قرار دارد و گروه جهت انجام تمرینات و برگزاری کارگاه‌های آموزشی از آن بهره می‌گیرد.

## جوایز و افتخارات گروه
- گروه در بیش از یک دهه فعالیت خود به جوایز و جایگاه‌های بسیاری دست یافته که شرح کوتاهی از آن در زیر آمده‌است:
  - «وقتی ما برگردیم دو پای آویزان مانده‌است» با دریافت تندیس بهترین کارگردانی، بهترین طراحی صحنه و لباس و کاندیداتوری در بخش نمایشنامه، به عنوان اثر برگزیده هجدهمین جشنواره بین‌المللی تئاتر فجر معرفی گردید.
  - ابراهیم پشت کوهی نمایشنامه‌نویس گروه در سال ۱۳۷۹ نمایشنامه‌نویس برگزیدهٔ کشور به انتخاب کانون نمایشنامه نویسان ایران گردید.
  - «تنها سگ اولی می‌داند چرا پارس می‌کند، مکبث» در کسوت تنها نماینده ایران، به فستیوال تئاتر آوینیون فرانسه (به انگلیسی: Avignon Festival) در سال ۲۰۱۱ میلادی راه یافت.[۲۳][۲۴][۲۵]
  - اجرای عمومی «تنها سگ اولی می‌داند چرا پارس می‌کند، مکبث» در مجموعه تئاتر شهر تهران در سال ۱۳۸۹ و نیز شرکت در جشنواره «های فست» (به انگلیسی: HIGH FEST) در پایتخت ارمنستان (شهر ایروان) در سال ۱۳۹۰
  - راهیابی «تاریخ سرکوب» به جشنواره بین‌المللی تئاتر فجر در سال ۱۳۸۵ و نیز شرکت در بخش بین‌الملل و تجربه‌های نو همین جشنواره در سه سال متوالی (۱۳۸۸ تا ۱۳۹۰) با تئاترهای «تنها سگ اولی می‌داند چرا پارس می‌کند، مکبث»، «فروش یک روح سرکش با فن تف یا بوتیقای خون» و «کمدی الهی، جلد دوزخ»
  - دریافت ده‌ها جایزه در زمینه‌های بازیگری، کارگردانی، متن، موسیقی و طراحی صحنه، لباس، گریم، برنوشت و پوستر از جشنواره‌های مختلف از جمله جشنواره سراسری مهر با نمایش «مرد لور» و نیز جشنواره‌های استانی و منطقه‌ای تئاتر فجر با نمایش‌های «وقتی ما برگردیم دو پای آویزان مانده‌است»، «عالی فاطی»، «چگونه یک کولی کر مرغ دریایی را روی آب خورد» و «تاریخ سرکوب»

## دیگر فعالیت‌های گروه
- گروه تئاتر تی‌تووک علاوه بر اجرای نمایش فعالیت‌های زیر را انجام داده است:
  - جشن کوچک تئاتر
  - نمایشگاه کتاب تی‌تووک
  - پرهای تی‌تووک؛ پروژه آموزش هنرهای نمایشی در بخش بازیگری، کارگردانی و نمایشنامه نویسی[۲۶][۲۷][۲۸][۲۹][۳۰][۳۱]